# Wawrzyniec Teisseyre
Karol Wawrzynie de Teisseyre (meglio noto come Wawrzyniec Teisseyre; Cracovia, 10 agosto 1860 – Leopoli, 2 aprile 1939) è stato un geologo polacco.
Noto per i suoi studi geologici sulla porzione meridionale della zona di sutura trans-europea, sulla geologia della Romania e della Galizia, la regione storica dell'Europa centrale.

## Biografia
Figlio di Henryk e Julia Teisseyrów, ha iniziato la sua istruzione a Cracovia, poi ha continuato gli studi alla imperial-regia scuola secondaria di Ternopil, dove ha conseguito il diploma di scuola superiore nel 1878. Negli anni dal 1878 al 1883 ha studiato geologia e paleontologia presso l'Università di Vienna, dove ha ottenuto un incarico. Ha anche studiato alla Mining Academy di Leoben, in Austria. 
Successivamente ha lavorato come volontario presso l'Istituto geologico di Vienna. Nel 1885 ottenne un dottorato in geologia e paleontologia all'Università di Vienna. Quindi divenne assistente all'Università Jagellonica, nel Dipartimento di Geologia e Paleontologia. Era membro della Commissione fisiografica dell'Accademia polacca delle scienze a Cracovia. Ha eseguito studi geologici in Podolia. Ha intrapreso studi complementari in Svizzera, Germania e Francia. Il 31 luglio 1891, ottenne un diploma post-dottorato in paleontologia all'Università di Leopoli e ottenne un lavoro come assistente presso l'Università Jan Kazimierz di Leopoli. Nel 1907 ottenne anche un diploma post-dottorato in geologia. 
Negli anni 1891-1895 ha lavorato come supplente nella scuola secondaria, in primo luogo a Leopoli, e poi a Cracovia. 
Nel 1880 fece un viaggio scientifico nella Russia centrale, dove esplorò i depositi di carbone appena scoperti. Nel 1909 ottenne il titolo di professore associato. Negli anni 1919-1923 divenne vice direttore dell'Istituto Geologico polacco. Nel 1925 divenne professore ordinario di geologia e paleontologia al Politecnico di Leopoli. Nel 1933 si ritirò dall'insegnamento. 
Il 12 aprile 1933 ricevette il riconoscimento onorario dell'Associazione dei geologi petroliferi della Polonia per lo sviluppo dell'industria petrolifera polacca. Il 27 settembre 1935, su richiesta del senato del Politecnico di Leopoli, il presidente Ignacy Mościcki gli conferì il titolo di professore onorario del Politecnico presso la Facoltà di ingegneria civile e idrica. Negli anni 1928-1939 fa parte del comitato di esperti della società semi-statale "Pionier", il cui obiettivo era l'esplorazione di depositi di materie prime bituminose nei Carpazi e nel Podkarpackie.
Dopo la sua morte, avvenuta il 2 aprile 1939, fu sepolto nel cimitero di Lychakiv a Leopoli.

## Attività scientifica
Durante il periodo trascorso in Romania negli anni 1896-1910 alle dipendenze della Commissione per la ricerca petrolifera, si interessò all'individuazione dei giacimenti di petrolio e contribuì al miglioramento dello stato della conoscenza sull'argomento in quel paese.
Nel 1910 gli fu conferita la Croce degli Ufficiali dell'Ordine della Corona rumena per le sue attività nella Commissione petrolifera per lo sviluppo dei giacimenti di petrolio in Romania. Nello stesso periodo ha pubblicato opere nel campo della paleontologia, della tettonica, della cartografia e della struttura geologica dei depositi di petrolio. In alcune fonti, viene menzionato come scopritore di giacimenti di petrolio in Romania.
Nel 1893 suggerì l'esistenza di una linea tettonica sotterranea nell'area prossima ai monti Carpazi, che separa la piattaforma dell'Europa orientale dalla piattaforma dell'Europa occidentale sulla sezione Mar Nero-Baltico. Nel suo Atlante geologico della Galizia, egli tracciò una linea che andava dalla Galizia, in Ucraina fino alla Polonia sudorientale. Nel 1908 il geologo tedesco Alexander Tornquist confermò l'ipotesi di Teisseyre e riportò su una mappa la continuazione della zona dalla Polonia fino alla Scania, in Svezia. Questa struttura ricevette successivamente il nome di zona di Teisseyre-Tornquist (anche se nella letteratura occidentale viene spesso scritta con i nomi in senso inverso o senza il geologo polacco) ed è considerata uno degli elementi tettonici più importanti in Europa.
Dopo essere tornato nel suo paese natale, ha continuato le sue ricerche sui Carpazi e pubblicato una serie di lavori sulla loro struttura geologica.

## Pubblicazioni
- 1887 – O budowie geologicznej okolicy Tarnopola i Zbaraża, O płaskorzeźbie Podola i jej historii geologicznej (Sulla struttura geologica di Tarnopol e Zbaraż, sul rilievo di Podolia e la sua storia geologica)
- 1891 – O blastoidach i cystoidach i ich znaczeniu naukowym (Su blastoidi e cistoidi e loro significato scientifico)
- 1893 – Grzbiet Gołogórsko-Krzemieniecki jako zjawisko ortotektoniczne (La catena montuosa di Gołogórsko-Krzemieniecki come fenomeno ortotettonico)
- 1894 – Ogólne stosunki kryształowe i genetyczne Wyżyny Wschodnio-Galicyjskiej (Cristallografia generale e relazioni genetiche degli altopiani della Galizia orientale)
- 1895 – O charakterze fauny kopalnej, miodobarów (Sulla natura della fauna fossile)
- 1895 – Sprawozdanie z badań geologicznych przedsiębranych z ramienia wydziału krajowego w okolicy Rohatynia, Przemyśla i Bólski-Mikołajowa (Rapporto sulle indagini geologiche intraprese per conto dell'università statale nell'area di Rohatyn, Przemyśl e Bólski-Mikołajów)
- 1907 – O związku w budowie tektonicznej Karpat i ich przedmurza (Relazione sulla struttura tettonica dei Carpazi e dei loro contrafforti)
- 1912 – Atlas geologiczny Galicji (Atlante geologico della Galizia)
- 1930 – Homologie podolsko-karpackie w zastosowaniu do badań geofizycznych na Przedgórzu (Omologie podolico-carpatiche e applicazioni per la ricerca geofisica a Przedgórze)